# Белорусец, Евгения Марковна
Евгения Белорусец — фотограф, художница, писательница, журналистка и переводчица
 из Украины. В 2020 году она выиграла Международную литературную премию Haus der Kulturen der Welt.

## Биография
Дочь переводчика Марка Белорусца. Совместно с инициативой «Сохрани старый Киев» участвовала в протестах против незаконной застройки возле её дома на улице Гончара и подвергалась судебному преследованию по иску компании-застройщика. Евгения Белорусец входит в кураторскую группу «Худрада» и является сооснователем журнала «Просторы». Она известна своими репортажами для Der Spiegel и Isolarii.
В 2010 выиграла конкурс социальной фотографии, организованный британским Королевским фотографическим обществом совместно с газетой The Guardian. Фотография была сделана в аварийном доме в центре Киева по адресу ул. Гоголевская 32-А, жители которого более 20 лет ждали отселения. Евгения Белорусец три года посещала жильцов дома, фотографию на конкурс прислала социолог Анастасия Рябчук, с которой они вместе организовывали фотовыставку «Гоголевская 32». Выставка прошла в декабре 2010 года в Центре визуальной культуры.
Белорусец рассказала о своем опыте пребывания в Киеве во время военных атак со стороны России в 2022 году. В интервью Deutsche Welle она рассказала, как ей хотелось «продолжать писать, продолжать рассказывать истории. И делать то, что я могу, здесь и сейчас. Я не могу ничего планировать в этой ситуации».